# イングリッシュ・エレクトリック
イングリッシュ・エレクトリック（英 English Electric ）は、1918年に設立された、当初は電動機を生産し、後には鉄道の機関車、航空機、コンピュータなどを生産していたイギリスの総合電機メーカーである。1968年にゼネラル・エレクトリック・カンパニーに買収された。
日本では、その前身の1つであるディック・カー・アンド・カンパニー（Dick, Kerr & Co. ）から来ている「デッカー」という通称がよく知られている。

## 歴史

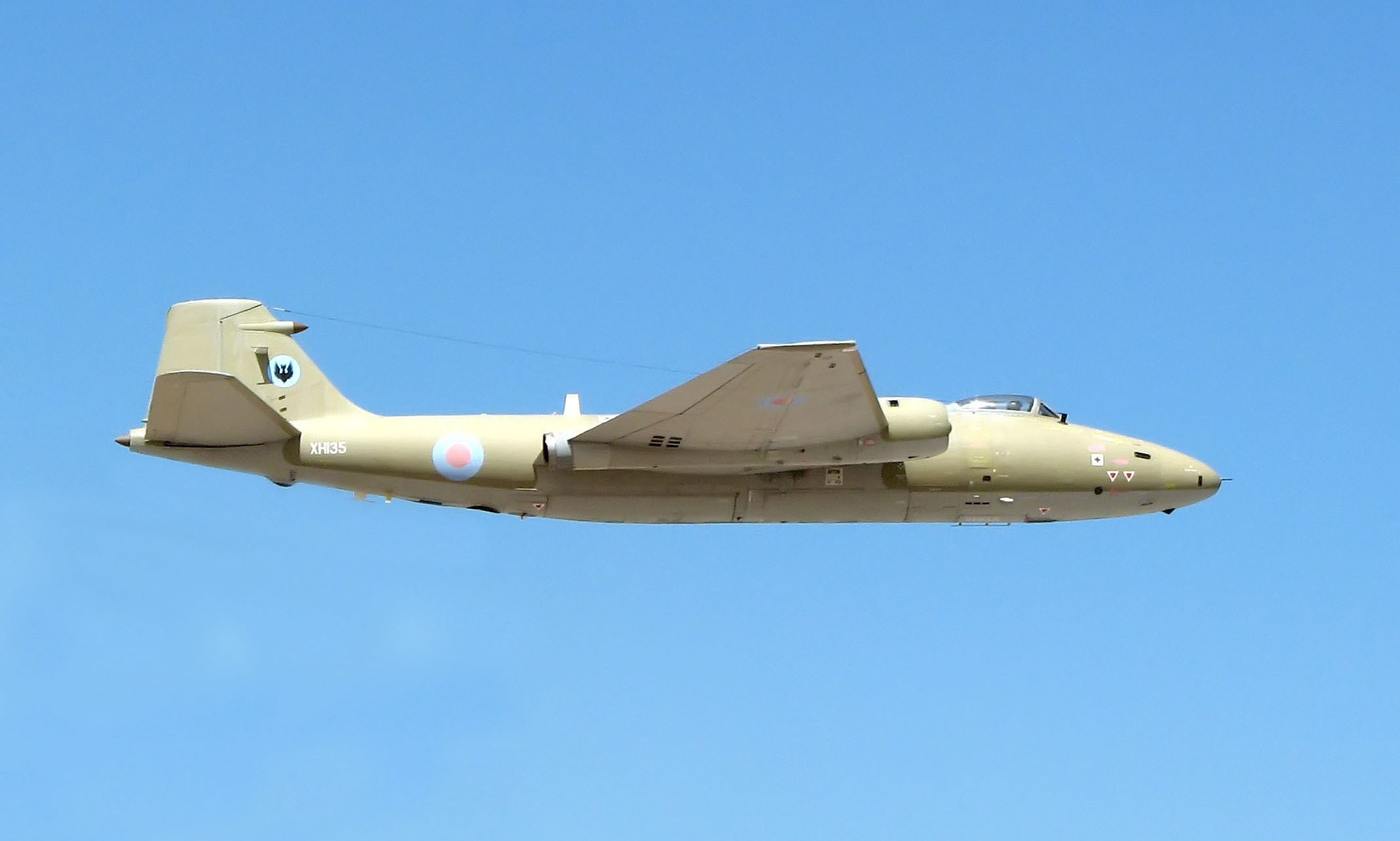
2006年に撮影されたイギリス空軍のキャンベラ

- 1918年12月 - 平和的な技術利用を目的として、下記の電気系統事業者の首脳らによりロンドンにイングリッシュ・エレクトリック社（The English Electric Company Limited）が設立される。この名称は最後まで変更されなかった。1921年3月まではコヴェントリー社のマンセル（J. H. Mansell）、ディック社のラザフォード（W Rutherford）、フェニックス社のパイバス（Percy John Pybus）が共同経営した。
  - 1918年末 - コヴェントリーを本拠とするコヴェントリー兵器社（Coventry Ordnance Works）の全株式を取得し子会社化。同社は1925年に一旦廃業するも、1927年に元従業員によって再度設立。
  - 1919年 - プレストンを本拠とするディック・カー・アンド社（Dick, Kerr & Corporation）の全株式を取得し併合。動力部門はイングリッシュ・エレクトリックに引き継がれ、1930年に廃止された。
  - 1921年 - ブラッドフォードを本拠とするフェニックス・ダイナモ・マニュファクチュアリング社（Phoenix Dynamo Manufacturing Company）の全株式を取得し子会社化。1923年6月11日をもって廃業。
- 1919年 - シーメンス・ブラザーズ・ダイナモ・ワークス社（Siemens Brothers Dynamo Works Limited）のスタフォード工場を買い取る。
- 1921年3月 - パイバスが代表取締役社長に就任。
- 1926年4月 - パイバスが会長に就任。
- 1926年 - ディック社とフェニックス社が第一次世界大戦中から設けていた航空機部門を、最後のキングストン飛行艇（P.5 Kingston ）を送り出して廃止。
- 1926年 -ゼネストと鉱山労働者のストライキが同時期に発生し、経営危機に陥る。アメリカのウェスティングハウス・エレクトリックの資本支援を受け、財政を大幅に改善して1929年までに持ち直す。
- 1927年 - パイバスが退任し、ウィリアム・ライオネル・ヒチェンス（William Lionel Hichens）が臨時で社長に就任する。
- 1930年 - 電気製品の製造をブラッドフォードに移転する。路面電車、バスの車体、鉄道車両の製造事業はプレストンに残される。
- 1930年6月 - 新しい取締役が4人任命される。
- 1930年7月末 - ヒチェンスが退任し、ホルベリー・メンスフォース（Sir Holberry Mensforth）が臨時で社長に就任する。
- 1930年10月 - メンスフォースが会長となり、ジョージ・ホレイショ・ネルソン（George Horatio Nelson ）が社長に就任する。
- 1930年12月30日 - プレストン工場が閉鎖される。
- 1931年 - 本社をスタフォードにうつす。このときスタフォードとブラッドフォードで家電の製造を始める。
- 1930年代 - サザン鉄道の電化プロジェクトに設備を供給し、電気鉄道事業で有名になる。
- 1933年7月初旬 - メンスフォースが会長を辞任し、ネルソンが社長と会長を兼任。メンスフォースは取締役員として残る。
- 1935年5月 - ハンドレイ・ページ社と航空機生産のライセンス契約を結ぶ。
- 1939年 - ランカシャーのセームルズベリー（Samlesbury ）に「影の工場」（shadow factory ）を建設し、ハンドレイ・ページ社が開発したハムデンとハリファクスを製造する。
- 1942年 - 航空機用エンジンメーカーのネイピア・アンド・サンを買収して子会社とし、ネルソンの子であるH・G・ネルソン（H. G. Nelson）を同社の社長につける。再度航空機部門を設立する。工場はハリファクス製造用に転用される。
- 1944年12月 - 6月にウェストランド社を辞めていたウィリアム・エドワード・ウィロビー・ペッター（William Edward Willoughby Petter）を主任設計者として迎え入れる。同時にペッターの案よりキャンベラ爆撃機の開発を開始。
- 1945年4月 - 主要工場4つに25,000人を雇用する。
- 1946年 - マルコーニ社（Marconi Company ）を買収。
- 1947年 - ウォートン飛行場（Warton Aerodrome ）跡に設計事務所を拡張移転し、ライトニング戦闘機の開発を開始。
- 1955年 - 機関車製造を行ってきた、バルカン・ファウンドリーとロバート・スティーヴンソン・アンド・ホウソーンズ（Robert Stephenson and Hawthorns ）を買収。またこの頃イングリッシュ・エレクトリックは蒸気タービンも製造していた。
- 1958年 - 航空機事業部門をイングリッシュ・エレクトリック・エイヴィエーション社（English Electric Aviation Ltd. ）に分社化。
- 1960年 - イギリスの大手電機メーカーの1つであるGECを買収しようとする。
- 1960年 - イギリス政府の圧力を受け、資本の40%を出し他社と合弁でブリティッシュ・エアクラフト社を立ち上げ、イングリッシュ・エレクトリック・エイヴィエーションを吸収させる。
- 1962年7月16日 - 会長兼社長のネルソンが在任中に死去。
- 1963年 - J.リヨンズ・アンド社（J. Lyons and Co. ）と合弁で、同社の開発したLEOコンピュータ（LEO ）を製造するためのイングリッシュ・エレクトリックLEOを設立。
- 1963年 - イングリッシュ・エレクトリックの誘導兵器部門をブリティッシュ・エアクラフトに合併させる。
- 1964年 - J.リヨンズ・アンド・カンパニーが持つ株のうちイングリッシュ・エレクトリックLEOに対する半分を買い取り、マルコーニ・コンピュータと合併させイングリッシュ・エレクトリックLEOマーコーニ（English Electric LEO Marconi 、EELM）を設立する。
- 1967年 - EELMがエリオット・ブラザーズ、インターナショナル・コンピューターズ・アンド・タビュレーターズ（International Computers and Tabulators 、ICT）と合併してインターナショナル・コンピューターズ社（International Computers Limited 、ICL）を設立する。
- 1967年または1968年 - プレッシー（Plessey ）がイングリッシュ・エレクトリック買収に失敗。
- 1968年 - GECによって、アソシエイティッド・エレクトリカル・インダストリーズ（Associated Electrical Industries 、AEI）とともに買収される。

## 製品

### 航空機
ディック・カー・アンド・カンパニーと、フェニックス・ダイナモ・マニュファクチャリングのソーンベリー、ブラッドフォードでは、第一次世界大戦の時から飛行艇を含む航空機を製造しており、例えばフェリックストウ（Felixstowe ）のシープレーン・エクスペリメンタル・ステーション（Seaplane Experimental Station ）で開発された飛行艇や、ショート・ブラザーズ（Short Brothers ）が開発したショート 184を62機、爆撃機を6機製造するなどしていた。
イングリッシュ・エレクトリック キングストン飛行艇は、フェニックスがイングリッシュ・エレクトリックに合併してから同社の設計を元に開発されたものである。このイングリッシュ・エレクトリックの航空業界への参入の試みは、キングストンへの発注が1機もなかったため1926年に断念された。
イングリッシュ・エレクトリックの航空業界への再度の参入は、第二次世界大戦を前にしたイギリス空軍の拡張計画の中で実現し、まず、他のメーカの設計したハンドレページ ハンプデン爆撃機の"shadow production"からスタートした。1939年、空軍省はイングリッシュ・エレクトリックにセームルズベリー空港に工場を建設することを指示した。イングリッシュ・エレクトリックによるハンプデンの最初の機体は、1940年2月22日に初飛行し、1942年までに770機のハンプデン（ハンプデン全生産機数の半分以上）をセームルズベリー工場から送り出した。1940年、第2工場が建設され滑走路が延長されて、ハンドレページ ハリファックス重爆撃機の生産が開始された。1945年までに5つの工場と3つの滑走路が建設され、またイギリス空軍第9集団（No. 9 Group RAF ）の基地ともなった。戦争終結までに2000機を超えるハリファックスを含む、3000機を超える爆撃機がセームルズベリーから送り出された。
第二次世界大戦末から、イングリッシュ・エレクトリックは、イギリスの2番目のジェット戦闘機であるデ・ハビランド バンパイアをセームルズベリーで1300機生産した。独自の機体設計は、元はウエストランド・エアクラフトで設計を行っていたW.E.W. ペッター（W.E.W. Petter ）により第二次世界大戦後に始められた。ブリティッシュエアロスペースに合流する前にイングリッシュ・エレクトリックが送り出した航空機は2種類しかないが、設計チームは多くの空軍のプロジェクトに助言を与えている。
- レン（Wren ）1923年
- エア（Ayr ）1923年
- キングストン（Kingston ）1924年
- キャンベラ 1949年
- P1A（ライトニングの試作機）
- ライトニング 1954年
- イングリッシュ・エレクトリック P.42

### コンピュータ
イングリッシュ・エレクトリックのコンピュータ事業への参入は、RCAとの契約によって始まった。最終的にはこの事業はICLの一部となった。1963年にJ.リヨンズ・アンド・カンパニーの傘下のLEOコンピュータとコンピュータ事業を統合してイングリッシュ・エレクトリックLEOを設立した。さらにリヨンズはその持ち分をマルコーニに売却し、マルコーニとイングリッシュ・エレクトリックLEOを合併させてイングリッシュ・エレクトリックLEOマルコーニ・コンピューターズとなり、最終的にはICLになった。
- DEUCE（DEUCE ）1955年
- KDF6
- KDF8（KDF8 ）
- KDF9（KDF9 ）1960年
- イングリッシュ・エレクトリック コンピューターズ・システム4 1965年、システム4-50とシステム4-70は、本質的にRCA Spectra 70であり、それはIBM System/360のクローンである。

### 誘導兵器
- サンダーバード（地対空ミサイル）（Thunderbird ）
- ブルー・ウォーター（短距離戦術核ミサイル）（Blue Water ）

### 戦車
- エクセルシアー重突撃戦車 — 第二次世界大戦、試作
- カヴェナンター巡航戦車 — 第二次世界大戦

### 鉄道

#### エンジン
- 12CSVディーゼルエンジン
- 6SRKTディーゼルエンジン

#### 鉄道車両
- イギリス国鉄08形ディーゼル機関車
- イギリス国鉄09形ディーゼル機関車（British Rail Class 09 ）
- イギリス国鉄11形ディーゼル機関車（British Rail Class 11 ）
- イギリス国鉄12形ディーゼル機関車（British Rail Class 12 ）
- イギリス国鉄13形ディーゼル機関車（British Rail Class 13
- イギリス国鉄20形ディーゼル機関車（British Rail Class 20 ）（イングリッシュ・エレクトリック1型）
- イギリス国鉄23形ディーゼル機関車（British Rail Class 23 ）
- イギリス国鉄37形ディーゼル機関車（イングリッシュ・エレクトリック3型）
- イギリス国鉄40形ディーゼル機関車（British Rail Class 40 ）
- イギリス国鉄50形ディーゼル機関車（British Rail Class 50 ）（イングリッシュ・エレクトリック4型）
- イギリス国鉄55形ディーゼル機関車（イングリッシュ・エレクトリック5型）
- イギリス国鉄73形電気機関車（British Rail Class 73 ） イギリス国鉄による組み立て、電気・ディーゼル両用
- イギリス国鉄83形電気機関車（British Rail Class 83 ）
- イギリス国鉄86形電気機関車
- イギリス国鉄487形電車（British Rail Class 487 ）
- イギリス国鉄D0226号ディーゼル機関車（British Rail D0226 ）
- イギリス国鉄DP1号ディーゼル機関車（British Rail DP1 ）（「デルティック」（Deltic ）、55形の原型）
- イギリス国鉄DP2号ディーゼル機関車（British Rail DP2 ）
- イギリス国鉄GT3号ガスタービン機関車（British Rail GT3 ）
- ポルトガル鉄道400形
- ポルトガル鉄道800形
- 日本国鉄ED13形、ED50形、ED51形、ED52形電気機関車
- 日本国鉄EF50形電気機関車
- 豊川鉄道電機50形電気機関車
- 青梅鉄道1号形、2号形電気機関車
- 東武ED10形電気機関車
- 総武鉄道デキ1形電気機関車
- マレー鉄道15形
- マレー鉄道20形
- マレー鉄道22形
- ナイジェリア鉄道1001形
- 北アイルランド鉄道NIR1形ディーゼル機関車（NIR 1 Class ）
- オランダ鉄道500形ディーゼル機関車（NS 500 Class ）
- オランダ鉄道600形ディーゼル機関車（NS 600 Class ）
- ニュージーランド国鉄DE形ディーゼル機関車（en:NZR DE class ）
- ニュージーランド国鉄DF形ディーゼル機関車（1954年）（NZR DF class (1954) ）
- ニュージーランド国鉄DG形ディーゼル機関車（NZR DG class ）
- ニュージーランド国鉄DI形ディーゼル機関車（NZR DI class ）
- ニュージーランド国鉄DM形電車（NZR DM class ）
- ニュージーランド国鉄ED形電気機関車（NZR ED class ）（1両を完成品で、9両を部品として）
- ニュージーランド国鉄E形蓄電池機関車（1922年）（NZR E class (1922) ）
- ニュージーランド国鉄EO形電気機関車（NZR EO class (1923) ）
- ニュージーランド国鉄EW形電気機関車（NZR EW class ）
- ポーランド国鉄EU06形電気機関車（PKP class EU06 ）
- クイーンズランド鉄道1200形
- クイーンズランド鉄道1250形
- クイーンズランド鉄道1270形
- クイーンズランド鉄道1300形
- クイーンズランド鉄道2350形
- タスマニア鉄道X形ディーゼル機関車（TGR X class ）
- タスマニア鉄道Y形ディーゼル機関車（TGR Y class ）（部品を供給して現地で組み立て）
- ビクトリア鉄道L形電気機関車（Victorian Railways L class (electric) ）

## 路面電車
香港の路面電車の1912年から1918年にかけての第二世代車両をユナイテッド・エレクトリック・カーが製造し、その会社をイングリッシュ・エレクトリックが買収している。その後イングリッシュ・エレクトリックは香港の第三世代路面電車を1918年から1930年代にかけて製造している。